# Urumqi (Urumqi)
Urumqi (en chino, 乌鲁木齐县; pinyin, Wūlǔmùqí xiàn, en uigur: ئۈرۈمچى ناھىيىسى, romanizado: Ürümqi nahiyisi) es un condado bajo la administración directa de la Prefectura Urumqi en la Región autónoma de Sinkiang, República Popular China. Su área es de 4330km² y su población total para 2010 superó los 80 mil habitantes.

## Administración
Desde octubre de 2021, el condado de Urumqi se divide en 8 pueblos que se administran en 2 subCondado,  3 poblados y 3 villas.